# Ziemiany (Ermland-Mazurië)
Ziemiany (Duits: Ziemianen) is een dorp in de Poolse Woiwodschap Ermland-Mazurië (woiwodschap), in het District Powiat Goldapski. De plaats maakt deel uit van de Landgemeente Banie Mazurskie en telt 50 inwoners.
Zij ligt 6 kilometer ten noordoosten van Banie Mazurskie, 15 kilometer ten westen van Goldap en 118 kilometer  ten noordoosten van Olsztyn.